# Агеев, Сергей Юрьевич
Сергей Юрьевич Агеев (род. 12 ноября 1968, Барнаул) — советский и российский футболист, нападающий и полузащитник.

## Биография
Воспитанник барнаульского спортивного клуба «Темп». В начале карьеры выступал в соревнованиях коллективов физкультуры. В профессиональном футболе дебютировал только в 22-летнем возрасте, в последнем сезоне чемпионата СССР в составе барнаульского «Динамо» во второй лиге. В первых сезонах первенства России играл во второй лиге за барнаульскую команду «Политехник-92», затем — за «Викторию» (Назарово), где стал одним из лучших бомбардиров зоны «Восток».
В 1997 году перешёл в «Томь», провёл в команде следующие пять сезонов. Играл за томскую команду вместе с бывшими одноклубниками по барнаульским клубам А. Суровцевым, С. Рехтиным, В. Исайченко, А. Силютиным. Составлял пару нападающих с другим грозным форвардом, В. Себелевым. В 1997 году со своим клубом стал победителем зоны «Восток» второго дивизиона, затем играл в первом дивизионе. Всего за «Томь» сыграл 187 матчей и забил 38 голов, из них в чемпионатах России — 171 матч и 31 гол.
В 2002 году играл за кемеровское «Кузбасс-Динамо», на следующий год — за любительские клубы Барнаула.
Всего в первенствах СССР и России на профессиональном уровне сыграл 329 матчей и забил 92 гола, в том числе в первом дивизионе — 139 матчей и 19 голов. Неоднократно участвовал в матчах Кубка СССР и России на стадиях 1/16 и 1/8 финала, в том числе против московских «Динамо», ЦСКА, «Локомотива», других клубов высшего дивизиона — «Тюмени», «Алании», «Уралана».
С середины 2000-х годов много лет работает в ФК «Томь» администратором. Принимает участие в матчах ветеранов.

## Достижения
- Победитель второго дивизиона России: 1997 (зона «Восток»).

## Личная жизнь
Сын Владимир (род. 1990) тоже стал футболистом, играл на позиции вратаря за молодёжный состав «Томи».